# Liên hoan phim Sundance
Liên hoan phim Sundance là một liên hoan phim thường niên do Viện Sundance tổ chức. Đây là liên hoan phim độc lập lớn nhất tại Hoa Kỳ, với tổng lượng người xem trực tiếp và trực tuyến là 423.234 người vào năm 2023.
Liên hoan phim Sundance tập trung giới thiệu những tác phẩm mới của các nhà làm phim độc lập người Mỹ và quốc tế. Liên hoan phim gồm các phần thi cho phim tài liệu, phim chính kịch, phim truyện và phim ngắn của Hoa Kỳ, quốc tế và các phần giới thiệu, ra mắt, ví dụ như NEXT, New Frontier, Spotlight, Midnight, Sundance Kids, From the Collection, Premieres và Documentary Premieres.
Liên hoan phim Sundance được thành lập tại Thành phố Salt Lake, Utah, vào năm 1978 với tên gọi Liên hoan phim Utah/Hoa Kỳ. Liên hoan phim chuyển đến Thành phố Park, Utah từ năm 1981 và đổi tên thành Liên hoan phim và video Hoa Kỳ. Từ năm 1991, liên hoan phim lấy tên Liên hoan phim Sundance.
Tháng 3 năm 2025, Viện Sundance thông báo rằng Liên hoan phim Sundance sẽ chuyển đến Boulder, Colorado từ năm 2027.

## Lịch sử

### 1978: Liên hoan phim Utah/Hoa Kỳ
Tháng 8 năm 1978, Liên hoan phim Utah/Hoa Kỳ được Sterling Van Wagenen, Robert Redford, John Earle và Cirina Hampton-Catania thành lập tại Thành phố Salt Lake nhằm thu hút các nhà làm phim đến Utah. Wagenen là người đứng đầu công ty Wildwood Enterprises, Inc, Hampton-Catania là ủy viên Ủy ban Điện ảnh Utah. Liên hoan phim năm 1978 trình chiếu các bộ phim như Deliverance, Chuyến tàu mang tên dục vọng, Midnight Cowboy, Mean Streets và Sweet Smell of Success.

### 1981: Liên hoam phim và video Hoa Kỳ

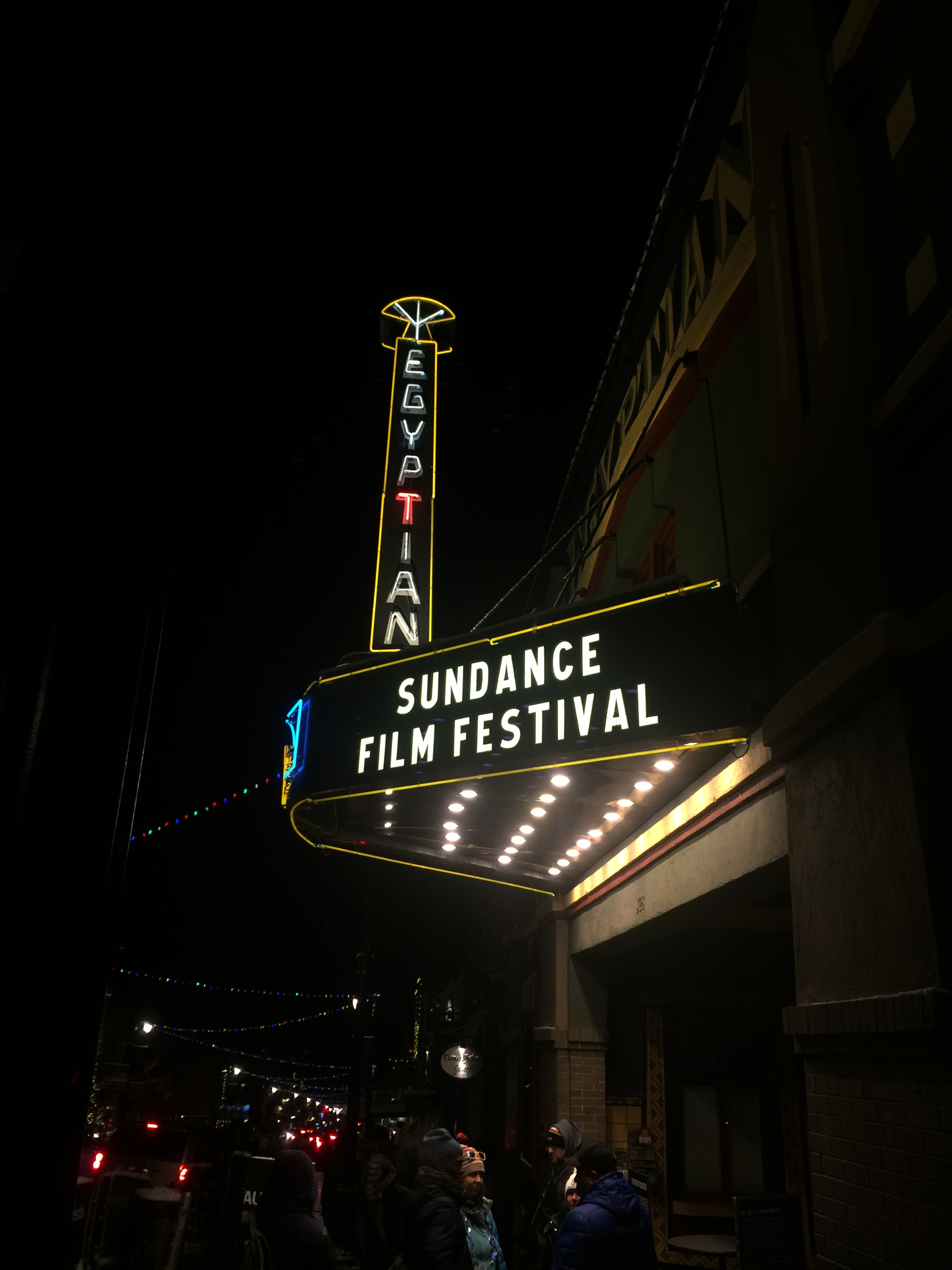
Nhà hát Ai Cập Mary G. Steiner, tại Thành phố Park, Utah là một trong những địa điểm lâu đời và nổi tiếng nhất của Liên hoan phim Sundance.

Năm 1981, liên hoan phim chuyển đến Thành phố Park, Utah và đổi tên thành Liên hoan phim và video Hoa Kỳ. Giám đốc điều hành Susan Barrell quyết định dời thời gian tổ chức liên hoan phim từ tháng 9 sang tháng 1 theo ý kiến của đạo diễn Sydney Pollack rằng việc tổ chức một liên hoan phim tại một khu nghỉ dưỡng trượt tuyết vào mùa đông sẽ gia tăng sự chú ý của Hollywood.

### 1984: Viện Sundance
Năm 1984, Viện Sundance do Sterling Van Wagenen đứng đầu tiếp quản Liên hoan phim và video Hoa Kỳ. Năm 1991, liên hoan phim đổi tên thành Liên hoan phim Sundance theo tên nhân vật Sundance Kid trong bộ phim Butch Cassidy and the Sundance Kid.

### 2017: chuyển đến Colorado
Từ tháng 6 năm 2022, Viện Sundance bắt đầu cân nhắc chuyển Liên hoan phim Sundance đến một địa điểm khác sau khi giám đốc chương trình Tabitha Jackson rời khỏi vị trí. Một vài lý do được đưa ra về quyết định dời địa điểm tổ chức liên hoan phim: thứ nhất, đại dịch COVID-19 đã thay đổi cơ bản hành vi của khán giả; thứ hai, hợp đồng tổ chức Liên hoan phim Sundace tại Thành phố Park sẽ hết hạn sau năm 2026; thứ ba, quy mô liên hoan phim quá lớn so với Thành phố Park, gây quá tải về người, xe cộ; thứ tư, quyết định hủy bỏ Liên hoan phim năm 2022 do COVID-19 bị dư luận chỉ trích. Ban đầu, Viện Sundance dự tính công bố địa điểm trúng thầu tại Liên hoan phim Sundance 2025, nhưng sau đó đã lùi lại một tháng đến cuối tháng 4 năm 2025.
Tháng 7 năm 2024, Viện Sundance công bố có sáu ứng cử viên thành phố chủ nhà liên hoan phim từ năm 2027: Atlanta, Boulder, Cincinnati, Louisville, Santa Fe, và liên danh Thành phố Park/Thành phố Salt Lake. Tháng 9 năm 2024, ba ứng cử viên cuối cùng được công bố: Thành phố Park/Thành phố Salt Lake, Boulder và Cincinnati.
Tạp chí Deadline nhận xét rằng Boulder là ứng cử viên mạnh nhất. Tháng 3 năm 2025, Nghị viện Utah thông qua luật cấm treo cờ LGBTQ tại các trường học, trụ sở cơ quan nhà nước tiểu bang, làm giảm cơ hội giữ chân liên hoan phim ở Utah vì giá trị của Liên hoan phim Sundance là một "liên hoan phim sôi động, hấp dẫn và bao dung".
Ngày 27 tháng 3 năm 2025, Viện Sundance thông báo đã ký hợp đồng mười năm tổ chức Liên hoan phim Sundance tại Boulder, Colorado từ năm 2027.

## Những địa điểm khác

### Sundance Luân Đôn
Tháng 10 năm 2010, nhà xuất bản C21 Media có trụ sở tại Anh tiết lộ rằng Robert Redford có kế hoạch tổ chức Liên hoan phim Sundance tại Luân Đôn. Tháng 3 năm 2011, Redford chính thức thông báo rằng Sundance Luân Đôn sẽ được tổ chức tại The O2, Luân Đôn từ ngày 26 đến 29 tháng 4 năm 2012, lần đầu tiên Liên hoan phim Sundance được tổ chức bên ngoài Hoa Kỳ.
Liên hoan phim Sundance Luân Đôn 2014 diễn ra từ ngày 25 đến ngày 27 tháng 4 năm 2014 tại The O2 Arena. Tuy nhiên, Liên hoan phim Sundance Luân Đôn 2015 bị hủy.
Liên hoan phim Sundance Luân Đôn 2016 và 2017 được tổ chức tại Picturehouse Central ở West End của Luân Đôn. Liên hoan phim năm 2018 và 2019 cũng diễn ra tại cùng một địa điểm.
Tại Liên hoan phim Sundance Luân Đôn 2019, những bộ phim được trình chiếu bao gồm bộ phim chính kịch hài Late Night của Emma Thompson và Mindy Kaling, bộ phim giật gân tâm lý The Nightingale, bộ phim hài Mỹ Corporate Animals, bộ phim chính kịch hài Lời từ biệt của Vương Tử Dật và bộ phim chính kịch hài Animals của Sophie Hyde.
Liên hoan phim Sundance Luân Đôn 2020 bị hoãn lại do ảnh hưởng của đại dịch COVID-19 cho đến tháng 7 năm 2021.

### Sundance Hồng Kông
Liên hoan phim Sundance: Hồng Kông được thành lập vào năm 2014 và được tổ chức tại The Metroplex ở Vịnh Cửu Long hàng năm. Liên hoan phim năm 2020 bị hoãn lại do ảnh hưởng của đại dịch COVID-19.

### Sundance tại BAM
Từ năm 2006 đến năm 2008, Viện Sundance hợp tác với Học viện Âm nhạc Brooklyn để tổ chức các buổi chiếu phim, biểu diễn, thảo luận nhóm và các sự kiện đặc biệt nhằm đưa hoạt động của Liên hoan phim Sundance đến Thành phố New York.

## Ảnh hưởng
Nhiều nhà làm phim độc lập nổi tiếng có bước đột phá lớn tại Liên hoan phim Sundance, bao gồm Kevin Smith, Robert Rodriguez, Quentin Tarantino, Todd Field, David O. Russell, Steve James, Paul Thomas Anderson, Steven Soderbergh, Darren Aronofsky, James Wan, Edward Burns, Damien Chazelle, Lee Isaac Chung, Jane Schoenbrun, Molly Gordon, Nick Lieberman, AV Rockwell và Jim Jarmusch. Liên hoan phim Sundance là nơi lăng xê những bộ phim như Common Bonds, Saw, Garden State, American Psycho, Super Troopers, The Blair Witch Project, Spanking the Monkey, Reservoir Dogs, Primer, In the Bedroom, Better Luck Tomorrow, Little Miss Sunshine, Donnie Darko, El Mariachi, Moon, Clerks, Thank You for Smoking, Sex, Lies, and Videotape, The Brothers McMullen, 500 ngày yêu, Napoleon Dynamite, Khát vọng nhịp điệu, CODA, Thời thơ ấu, We're All Going to the World's Fair, Theater Camp và A Thousand and One.
Ba mùa là bộ phim đầu tiên nhận được Giải Ban giám khảo và Giải Khán giả tại Liên hoan phim Sundance năm 1999. Những bộ phim giành được cả hai giải bao gồm God Grew Tired of Us vào năm 2006 (phim tài liệu), Quinceañera vào năm 2006 (phim chính kịch), Precious vào năm 2009, Fruitvale (sau này đổi tên thành Fruitvale Station) vào năm 2013, Khát vọng nhịp điệu vào năm 2014, Me and Earl and the Dying Girl vào năm 2015, The Birth of a Nation vào năm 2016, Khát vọng đổi đời vào năm 2020 và CODA vào năm 2021.
Ba bộ phim được công chiếu chiếu tại Liên hoan phim Sundance năm 2016 nhận được tám đề cử tại Giải Oscar lần thứ 83. Manchester by the Sea là bộ phim được Sundance tài trợ với số lượng đề cử cao nhất, bao gồm Giải Oscar cho phim xuất sắc nhất. Năm 2017, các nhà phát hành phim, bao gồm Amazon Prime Video, Netflix, Lionsgate và Universal Pictures, mua lại 40 bộ phim được công chiếu tại Liên hoam phim Sundance 2016.
CODA là bộ phim Sundance đầu tiên đoạt Giải Oscar cho phim xuất sắc nhất tại Giải Oscar lần thứ 94.

## Giám đốc

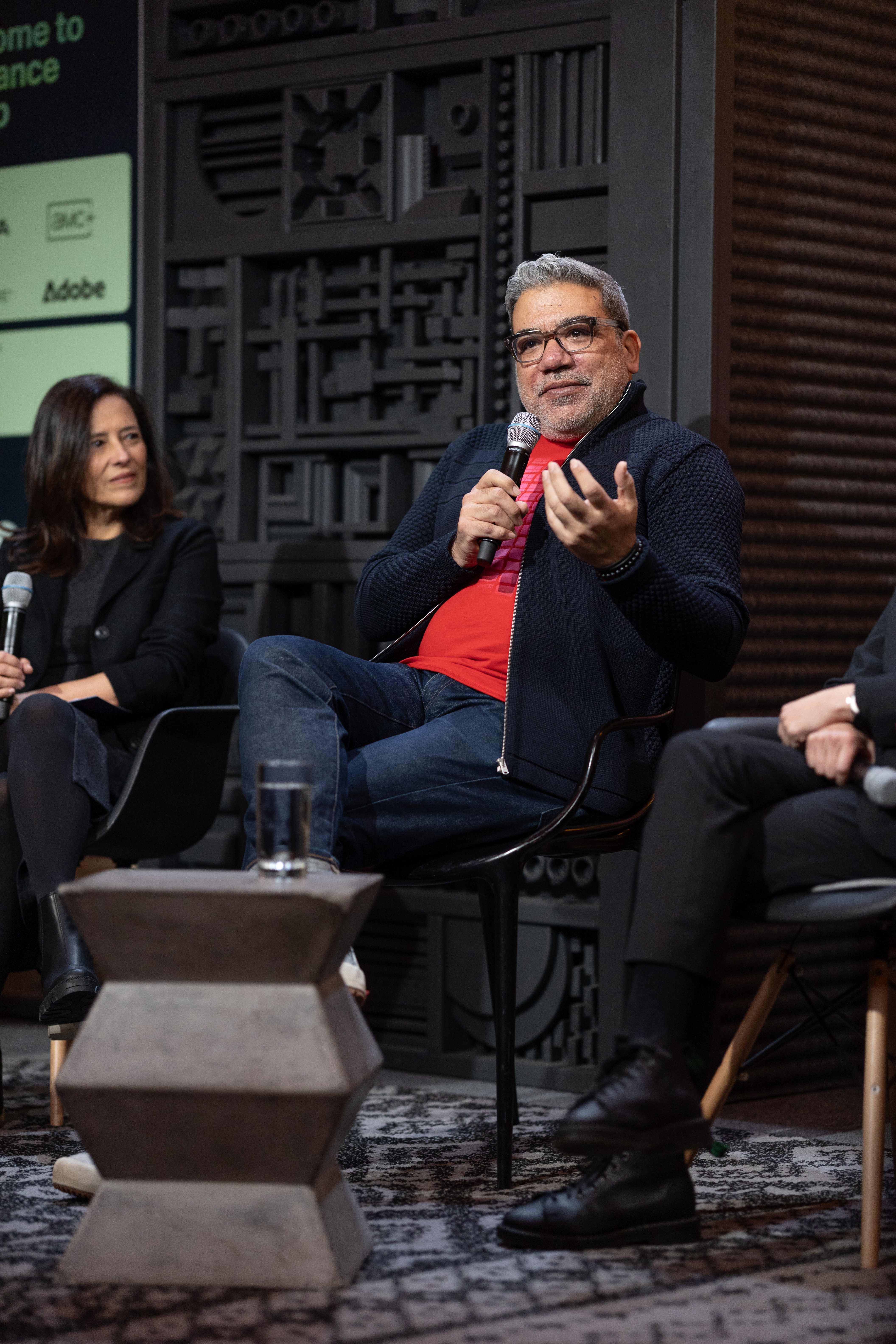
Giám đốc Eugene Hernandez tại Liên hoan phim Sundance 2024

- Geoff Gilmore (1991–2009)[37][38]
- John Cooper (2009–2020)[39][40]
- Tabitha Jackson (2020–2022)[41]
- Eugene Hernandez (2022–hiện tại)[42]

## Giải thưởng
- Giải Ban giám khảo cho phim chính kịch
- Giải Khán giả cho phim chính kịch
- Giải Đạo diễn phim chính kịch
- Giải Ban giám khảo cho phim tài liệu
- Giải Khán giả cho phim tài liệu
- Giải Đạo diễn phim tài liệu
- Giải Alfred P. Sloan